# Wolfenstein RPG
A Wolfenstein RPG egy mobiltelefonos játék, amit az id Mobile fejlesztett és az EA Mobile adott ki 2008. szeptember 30-án mobiltelefonra, majd később, 2009. március 25-én iPhone-ra is kiadták ingyenesen. A mobilverziót 2008. augusztus 1-jén jelentette be a QuakeCon-on Katherine Anna Kang, az id Mobile vezetője a Doom II RPG-vel egyetemben.
A Wolfenstein RPG-ben összesen kilenc pálya található, a föld alatti járatokon keresztül a laboratóriumokig, köztük egy olyan pályával, ahol járművet is lehet vezetni. A Wolfenstein-részekben megtalálható összes fegyvert beépítették a készítők a játékba, de ennél jóval több, összesen 16 fegyver közül lehet választani, 32 ellenséggel szemben. A játék nagy része FPS stílusú, de RPG elemeket is tartalmaz, mint például arany gyűjtés, erőnövelők és szintlépés.